# Rowland Heights
Rowland Heights est une localité non incorporée du comté de Los Angeles, dans l’État de Californie, aux États-Unis.